# Adli Yakan Pascha

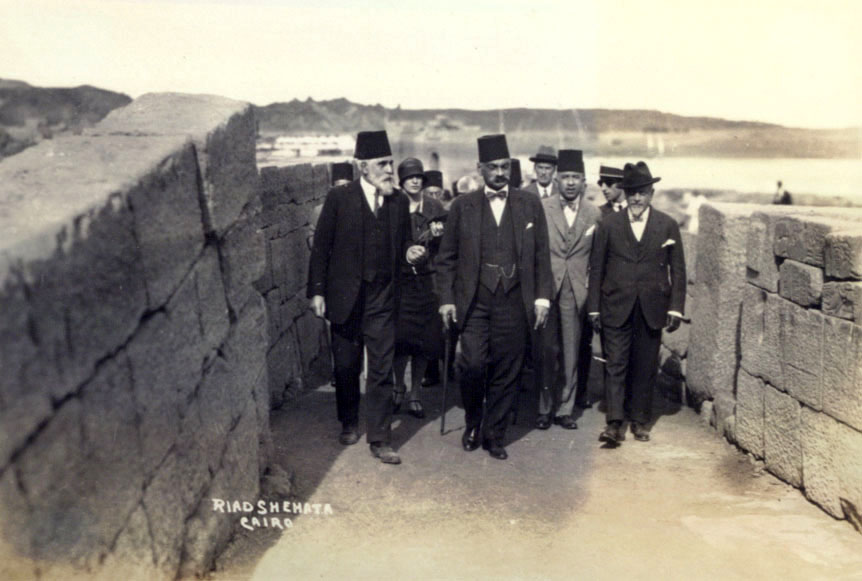
Adli Yakan bei der Eröffnung der Luxor-Asuan-Bahn

Adli Yakan Pascha (arabisch عدلي باشا يكن Adli Bascha Yakan, * 18. Januar 1864; † 22. Oktober 1933 in Paris) war ein ägyptischer Politiker.

## Biografie
Adli war ein Mitglied der Familie Yakan (auch: Yeghen), den Nachfahren einer Schwester von Muhammad Ali Pascha. Er selbst war dessen Urgroßneffe.
Er selbst wurde 1914 Außenminister im Kabinett von Hussein Ruschdi Pascha sowie 1919 Innenminister in der Regierung von Muhammad Said Pascha.
Am 16. März 1921 wurde er schließlich selbst erstmals Premierminister des Sultanats Ägypten und hatte dieses Amt annähernd ein Jahr bis zum 1. März 1922 inne.
Als Premierminister des Königreichs Ägypten stand er dann vom 7. Juni 1926 bis zum 26. April 1927 einer Regierung vor, in der er auch das Amt des Innenministers übernahm. Vom 4. Oktober 1929 bis zum 1. Januar 1930 war er schließlich zum dritten Mal Premierminister sowie Innenminister.
Anschließend war er noch für einige Zeit Präsident des Senats.